# Anton Türtscher

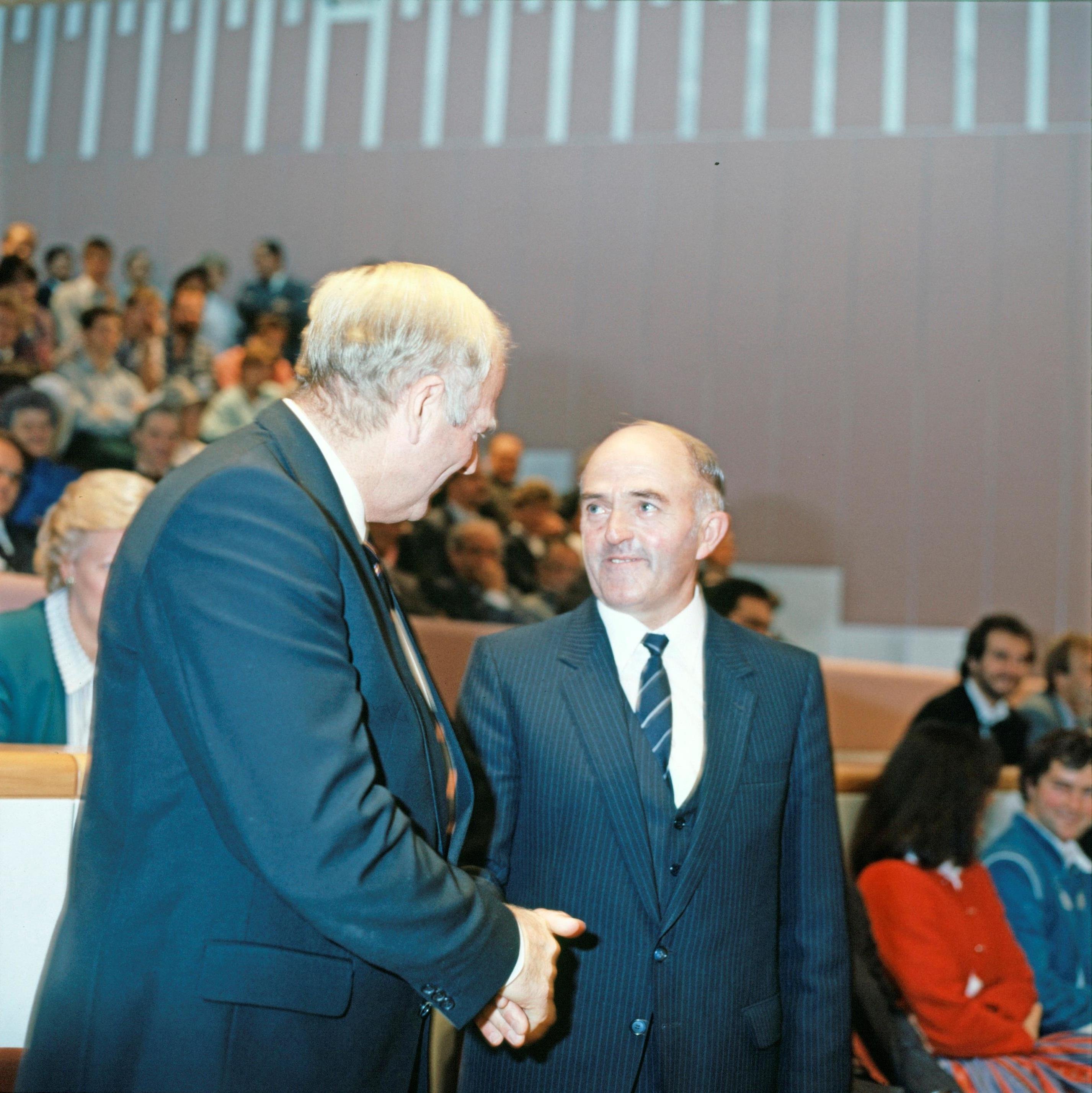
Anton Türtscher am Tag seiner Angelobung mit Amtsvorgänger Konrad Blank

Anton Türtscher (* 10. April 1933 in Schoppernau) ist ein österreichischer Politiker (ÖVP) aus dem Bundesland Vorarlberg. Türtscher war von 1983 bis 1986 Abgeordneter zum österreichischen Nationalrat und von 1988 bis 1993 als Landesrat Mitglied der Vorarlberger Landesregierung.

## Politisches Wirken
Der 1933 in Schoppernau im Bregenzerwald geborene Anton Türtscher zog 1942 mit seiner Familie nach Sonntag im Großen Walsertal. In Sonntag wurde er schließlich auch erstmals politisch aktiv als Gemeindevertreter und ab 1979 als Vizebürgermeister. Bereits 1966 war Türtscher zuvor zum Bauernbundobmann seiner Heimatgemeinde gewählt worden und ab 1971 bekleidete er das Amt eines Kammerrats in der Landwirtschaftskammer Vorarlberg. Ab dem 19. Mai 1983 vertrat Türtscher als Abgeordneter für die ÖVP Vorarlberg den Landeswahlkreis Vorarlberg im Nationalrat. Nach knapp drei Jahren verließ Anton Türtscher diesen aber am 28. März 1986 wieder. Er erklärte seinen Rücktritt mit einem persönlichen Interessenskonflikt, der ausgelöst worden war durch ein Gesetz, das Bauern den Verkauf von Milch direkt ab Hof verboten hätte und das Türtscher nicht mittragen konnte.
Nach seiner Rückkehr nach Vorarlberg wurde Anton Türtscher im Jahr 1988 von Landeshauptmann Martin Purtscher in die Landesregierung geholt. Am 11. Oktober 1988 ersetzte Türtscher seinen Vorgänger Konrad Blank und wurde Landesrat für Agrarangelegenheiten und Umweltschutz. Nach fünf Jahren in der Landesregierung schied Anton Türtscher im Alter von 60 Jahren am 6. Oktober 1993 auch aus diesem Amt freiwillig aus. Sein Nachfolger als Landesrat wurde Erich Schwärzler.

## Auszeichnungen
- 1986 Toni-Russ-Preis

## Privates
Türtscher ist verheiratet und wohnt mit seiner Frau in Sonntag. Er hat sechs Kinder, von denen ein Sohn seinen landwirtschaftlichen Betrieb in Sonntag übernommen hat.